# Mimudea psarochroa
Mimudea psarochroa là một loài bướm đêm trong họ Crambidae.